# Fusy precz!!!
Fusy precz!!! – debiutancki album gryfińskiego zespołu Braty z Rakemna wydany w 2004 roku nakładem wytwórni Sony BMG.

## Lista utworów
1. „Rakemno” – 0:43
2. „Samochód/1000 koni” – 4:02
3. „Miłość” – 3:36
4. „Ołowiany waltz” – 3:18
5. „Pociąg / część pierwsza” – 4:14
6. „Pociąg / część druga” – 4:45
7. „Szymon 600 (czyli historie nieodebranych połączeń)” – 2:39
8. „Bat i powietrze” – 4:40
9. „Przyczyny niepowodzeń” – 4:03
10. „Falbanki / czerwone” – 3:06
11. „Falbanki / białe” – 6:30

## Twórcy
- Jakub Stankiewicz – gitara, śpiew
- Przemysław Waszak – bas
- Maciej Ziębowicz – instrumenty klawiszowe
- Jarosław Kozłowski – bębny
- Marcin Macuk – przeszkadzajki, niektóre chórki

## Single
- „Miłość” (2004)